# Bertha Hoola van Nooten

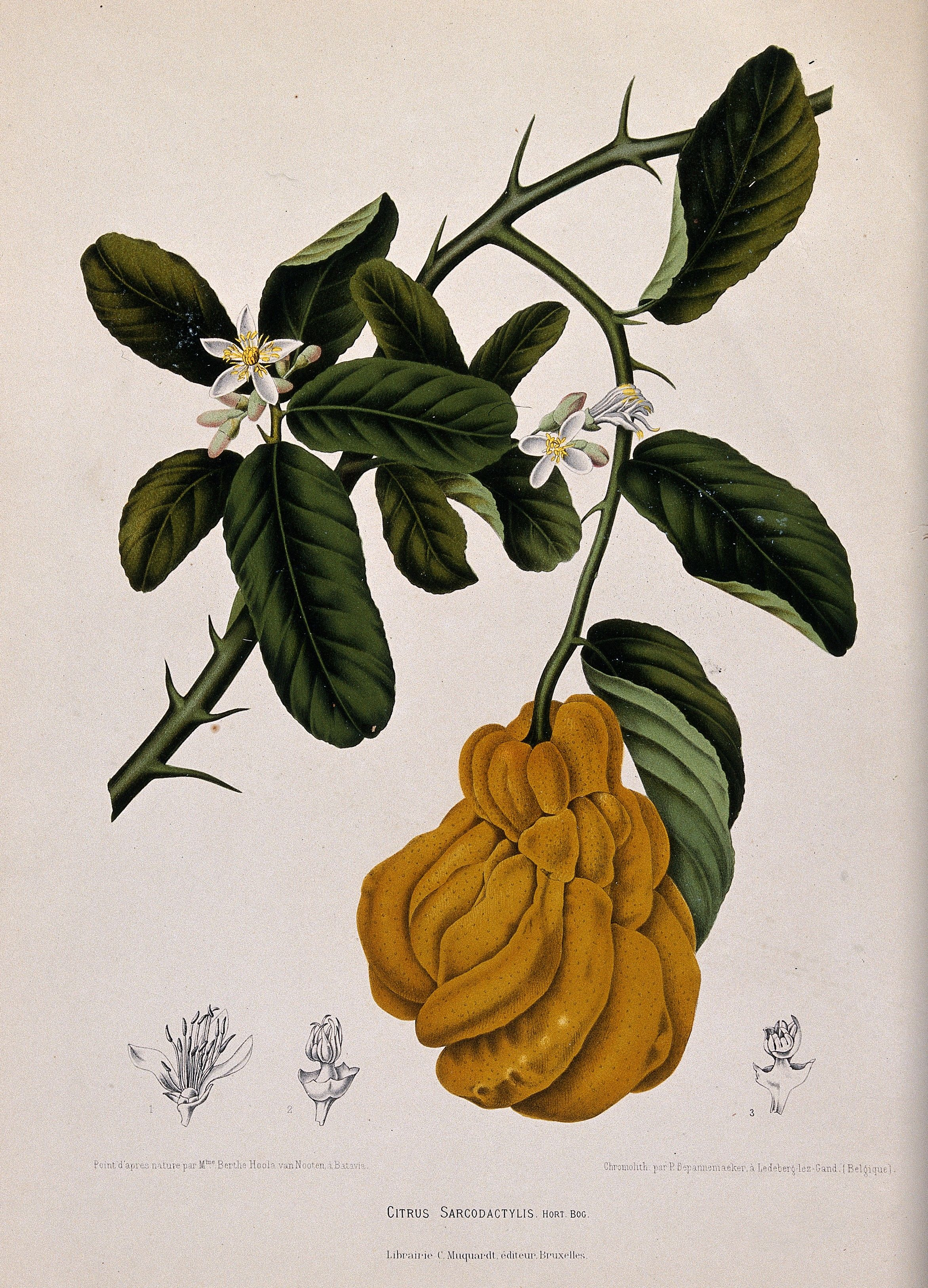
Citrus sarcodactylis door Bertha Hoola van Nooten, chromolithografie gemaakt door P. Depannemaeker, in Ledeberg. Plaat uit Fleurs, Fruits et Feuillages, choisis de l'île de Java, 3e druk

Bartha Hendrica Philippina (Berthe) Hoola van Nooten-van Dolder (Utrecht, 12 oktober 1817 – Batavia, 12 april 1892) was een Nederlands onderwijzeres, illustratrice en botanica, bekend van haar botanische werk Fleurs, Fruits et Feuillages, choisis de l'île de Java met tekeningen van haar hand.

## Biografie
Over de eerste decennia van haar leven is weinig bekend. Ze werd in Utrecht geboren als dochter van de predikant Johannes Wilhelmus van Dolder en Philippina Maria Batenburg. Ze volgde in Wageningen een opleiding tot onderwijzeres en behaalde in 1835 haar diploma meisjesschoolhouderes. Op 11 juli 1838 trouwde ze in Wageningen met Mr. Dirk Hoola van Nooten. Ze volgde haar man naar de Britse kolonie Georgetown en vervolgens naar Suriname, waar hij werkzaam was als advocaat en juridische geschillen oploste. Hiervoor reisde hij regelmatig tussen Paramaribo en de plantages.
In Suriname kende ze een relatief onbezorgde en gelukkige periode, waarin ze zich wijdde aan haar werk als onderwijzeres en het tekenen van de natuur. De afschaffing van de slavernij in 1833 in de Engelse koloniën, waaronder Brits-Guyana, had echter een impact op de lokale economie en veroorzaakte onrust in buurland Suriname. Door de toenemende economische onzekerheid besloot het gezin Hoola van Nooten in 1845 de kolonie te verlaten en naar Noord-Amerika te verhuizen. Later leidde het echtpaar in New Orleans een protestantse meisjesschool, de Academy for Young Ladies, bestemd voor jonge blanke meisjes. Dirk overleed in 1847 aan de gele koorts en Berthe bleef alleen achter met vijf kinderen. Om in hun levensonderhoud te voorzien ging ze verder met meisjesscholen in Plaquemine (Louisiana) en Galveston (Texas), maar ze raakte niet uit de schulden. Haar rijke halfbroer Vincent Jacob van Dolder haalde haar over om naar Nederlands-Indië te komen; hij bekostigde haar overkomst. Er zou overigens een gespannen relatie blijven bestaan tussen de streng christelijke Bertha en haar halfbroer, die van zijn in Nederland achtergebleven vrouw wilde scheiden om met het slavenmeisje Helena Cruickshank te kunnen trouwen.
Bertha kwam in 1856 aan in Batavia. Daar trachtte ze opnieuw een school op te richten voor "opvoeding en middelbaar onderwijs voor jonge jufvrouwen" uit "den beschaafden stand". Ze verkreeg van het Gouvernement een toelage van 1500 gulden per maand gedurende een proefperiode van een jaar. Als bekwaamheidsbewijs kon zij een "acte van toelating tot schoolhouderes in de Nederduitsche, Hoogduitsche, Fransche en Engelsche talen", afgegeven door de Provinciale commissie van Onderwijs in Gelderland overleggen. De school, in de betere buurt van Batavia, ging van start op 1 juli 1857 met 23 leerlingen; maar de subsidie werd stopgezet op het einde van 1858. Bertha moest op meer bescheiden schaal verdergaan. In 1860 kondigde ze in de Java-bode aan dat ze een kostschool voor een twaalftal "meisjes van den beschaafden stand" te Buitenzorg zou gaan leiden. Belangrijker was het verzoek van de directie van ’s Lands Plantentuin in Buitenzorg, ten zuiden van Batavia, om bloemen en planten op levensgroot formaat te tekenen. Deze opdracht, die zij in 1860 ontving, leverde haar een toelage van duizend gulden op.

### Fleurs, Fruits et Feuillages, choisis de l'île de Java
Bertha gaf ook tekenles en als amateur-botanica interesseerde ze zich voor de plaatselijke flora. Dat leidde tot het mooi geïllustreerde botanische werk Fleurs, Fruits et Feuillages, choisis de l'île de Java: peints d'après nature, uitgegeven te Brussel in 1863, dat zij opdroeg aan Koningin Sophie. Dankzij haar dotatie van duizend gulden kon Bertha het laten publiceren. In het voorwoord gaf ze toe dat ze het werk liet uitgeven om haar gezin te kunnen onderhouden, eerder dan om roem en faam te verwerven.
Het "tekenen naar de natuur" deed Bertha in de plantentuin te Buitenzorg, waar men voor haar een glazen koepel had gemaakt. Het werk op groot folio-formaat bevat een veertigtal fraaie platen van vruchten en planten uit Java, met begeleidende tekst in het Frans en Engels. De eerste editie werd in tien afleveringen uitgegeven met telkens vier met de hand bijgekleurde lithografieën naar haar tekeningen. In Nederland werd het werk verkocht door boekhandel J. Noordendorp in Amsterdam. De prijs was zeven gulden per aflevering.
De geïllustreerde planten waren:
1. Codiaeum variegatum Rumph. (Kaijoe Poering) – croton
2. Amherstia nobilis Wall.
3. Citrus decumana L. (Djerook bezaar) – pompelmoes
4. Theobroma cacao L. (Tjoklaad) – cacaoboom
5. Tradescantia discolor Smith. (Gehwor meera)
6. Elettaria speciosa Bl. (Honjeh lakka)
7. Nephelium lappaceum L. (Ramboetan atjeh matjan) – ramboetan
8. Lansium domesticum Jack. (Doekoe) – doekoe
9. Caladium bicolor Vent. (Tallas sabrang)
10. Saraca declinata Miq. (Kisokka)
11. Sterculia nobilis Smith. (Hantap)
12. Otophora alata Bl. (Pisang tjina)
13. Amarantus tricolor L. (Baijem meera)
14. Spathiphyllopsis minahassae T. et B. (Tjariang poetie)
15. Xanthochymus dulcis Roxb. (Moendoe) – moendoe
16. Garcinia mangostana L. (Mangies) – mangistan
17. Poinsettia pucherrima Grah. (Kajoe meera) – kerstster (Euphorbia)
18. Butea frondosa Roxb. (Plossoh) – Butea monosperma
19. Anona squamosa L. (Serikaija) – zoetzak
20. Anona reticulata L. (Boewa nonna) – custardappel
21. Pisonia sylvestris T. et B. var. Pisonia alba Spangh. (Widjojo koesoema en Kohl banda)
22. Lagerstroemia regia Roxb. (Boengoer)
23. Citrus sarcodactylis Hort. Bog. (Djerook tangan) – sukadeboom
24. Cynometra cauliflora L. (Namnam) – namnam
25. Strophanthus dichotomus Dec. (Kikoeija)
26. Artocarpus polyphema Pers. (Tjampedak) – tjampedak
27. Anacardium occidentale L. (Jamboe monjet) – kasjoeboom
28. Durio zibethinus L. (Durian) – doerian
29. Flores jambosae domesticae Rumph. en Fructus jambosae domesticae Rumph. (Jamboe bol) – Maleise appel
30. Mangifera indica L. (Manga wangie) – mango
31. Syzygium jambolanum Dec. (Djamblang) – jambolan
32. Musa coccinea Andr. (Pisang sole) – Musa coccinea
33. Musa paradisiaca L. (Pisang maas)
34. Theobroma cacao (var. alba) L. (Tjoklaad)
35. Averrhoa bilimbi L. (Bliembing) – blimbing
36. Poinciana regia Boj. (Blamboijant) – flamboyant
37. Zalacca edulis Reinw. (Salak) – salak
38. Anona muricata L. (Nanka wolanda) – zuurzak
39. Carica papaya L. (Papaija) – papaja

Bertha is erkend als de botanische auteur van Citrus medica var. sarcodactylis (Hoola van Nooten) Swingle, een variëteit van de sukadeboom met vruchten die de "hand van Boeddha" worden genoemd (plaat 23 in haar boek).
Dit werk werd enthousiast ontvangen; bekende botanici als Friedrich Anton Wilhelm Miquel loofden het, en het werd een commercieel succes. De gouverneur-generaal baron Sloet van de Beele steunde Bertha met de aanzienlijke som van tweeduizend gulden. Er volgde snel een tweede druk en in 1881 verscheen een derde druk. De kleurplaten werden met de nieuwe chromolithografietechniek afgedrukt. Nochtans zou Bertha uiteindelijk financieel weinig aan haar werk overhouden.
In 1867 verscheen van haar hand nog het leerboekje Aurora, of de morgenstond der kennis. Mengelingen op zedekundig en wetenschappelijk gebied in 550 exemplaren. Twee jaar later verscheen een tweetalige versie hiervan met tekst in Nederlands en Maleis.
In 1872 had Bertha een korte ontmoeting met de Russische grootvorst Alexis Alexandrovitch (1850-1908), zoon van tsaar Alexander II van Rusland die Batavia aandeed op zijn diplomatieke wereldreis. Ze schonk hem een luxe-exemplaar van haar Fleurs, Fruits, et Feuillages en de Russische prins bedankte haar met een prachtige armband.
Bertha overleed, nog steeds met schulden op 12 april 1892 in het huis van haar schoonzoon te Tanah Abang. Haar inboedel, waaronder 14 exemplaren van Fleurs, Fruits en Feuillages in luxe-uitvoering, en haar onroerende goederen werden openbaar verkocht.